# Мельгунов, Григорий Валерианович
 Григорий Валерианович Мельгунов  (18 февраля 1833— 27 мая 1873) — русский востоковед, писатель.

## Биография
Родился 18 февраля 1833 года. 
В 1856 году окончил курс в Санкт-Петербургском университете по факультету Восточных языков со степенью кандидата, а в 1857 году за диссертацию «Ага-Мухаммед-Хан, основатель династии Каджаров, ныне царствующий в Персии», удостоен степени магистра восточной словесности.
По вызову князя Барятинского поступил на службу в его канцелярию с разрешением отправиться в Персию по поручению частной торговой компании. 
В 1860 году по причислении к главному управлению наместника, принял участие в экспедиции академика Дорна на южный берег Каспийского моря.
Затем его служба проходила в Тифлисе, в дипломатической канцелярии, куда он был определен в 1863 году старшим столоначальником. 
В 1865 году перешел на службу в министерство народного просвещения на должность доцента по истории Арийских народов. Для подготовки к этой деятельности уехал на три года за границу.
После возвращения в Петербург в 1868 году занял эту должность, и начал чтение лекции. Скончался 27 мая 1873 года.

## Труды
- Замечания об острове Челекен и о туркменах, кочующих по восточному берегу Каспийского моря / [Г. Мельгунов] Тифлис : [s. n.], 1862 (Типография Главного управления наместника Кавказского).
- О южном береге Каспийского моря: с маршрутною картою : приложение к III-му тому Записок Императорской Академии наук. № 5 / замечания г. Мельгунова, члена-сотрудника Императорского Русского географического общества.
- Географическое описание Туркменского острова Челекень (газета Кавказ 1868 № 19-22).
- Исследование о смутах мусульман в Ордубатском уезде в 1837 году (газета Кавказ, 1864).
- О войне Русских с Персиянами в 1803, 1804 и 1808 гг, по персидским известиям, заключающимся в сочинении Меасири-Сультание (газета Кавказ 1864 № 17)
- Из влечение из Персидской газеты Рузнамэ-Невис (газета Кавказ 1864 № 17).
- Поход Петра Великого в Персию (Русский вестник 1874).